# Santuario de Nuestro Padre Jesús Nazareno (Jaén)
El Santuario de Nuestro Padre Jesús Nazareno se encuentra en la Iglesia de San José, del desaparecido convento de los Carmelitas Descalzos, de Jaén. En su interior se encuentra el Camarín de Jesús, lugar en el que se venera la imagen de Nuestro Padre Jesús Nazareno, de la Antigua, Insigne y Real Cofradía de Nuestro Padre Jesús Nazareno y María Santísima de los Dolores, más conocido como El Abuelo.

## Localización
La iglesia del convento de San José de los Carmelitas Descalzos se encuentra en el número 35 de la calle Carrera de Jesús, en el Barrio de La Merced, quedando enlazado con una cadena monumental que se inicia en la Santa Iglesia Catedral y continúa entre caserones nobles, el monasterio de Santa Teresa de Jesús de las Carmelitas Descalzas, el lienzo de las antiguas murallas y el torreón del conde de Torralba.

## Historia

### Fundación

Escudo carmelitano

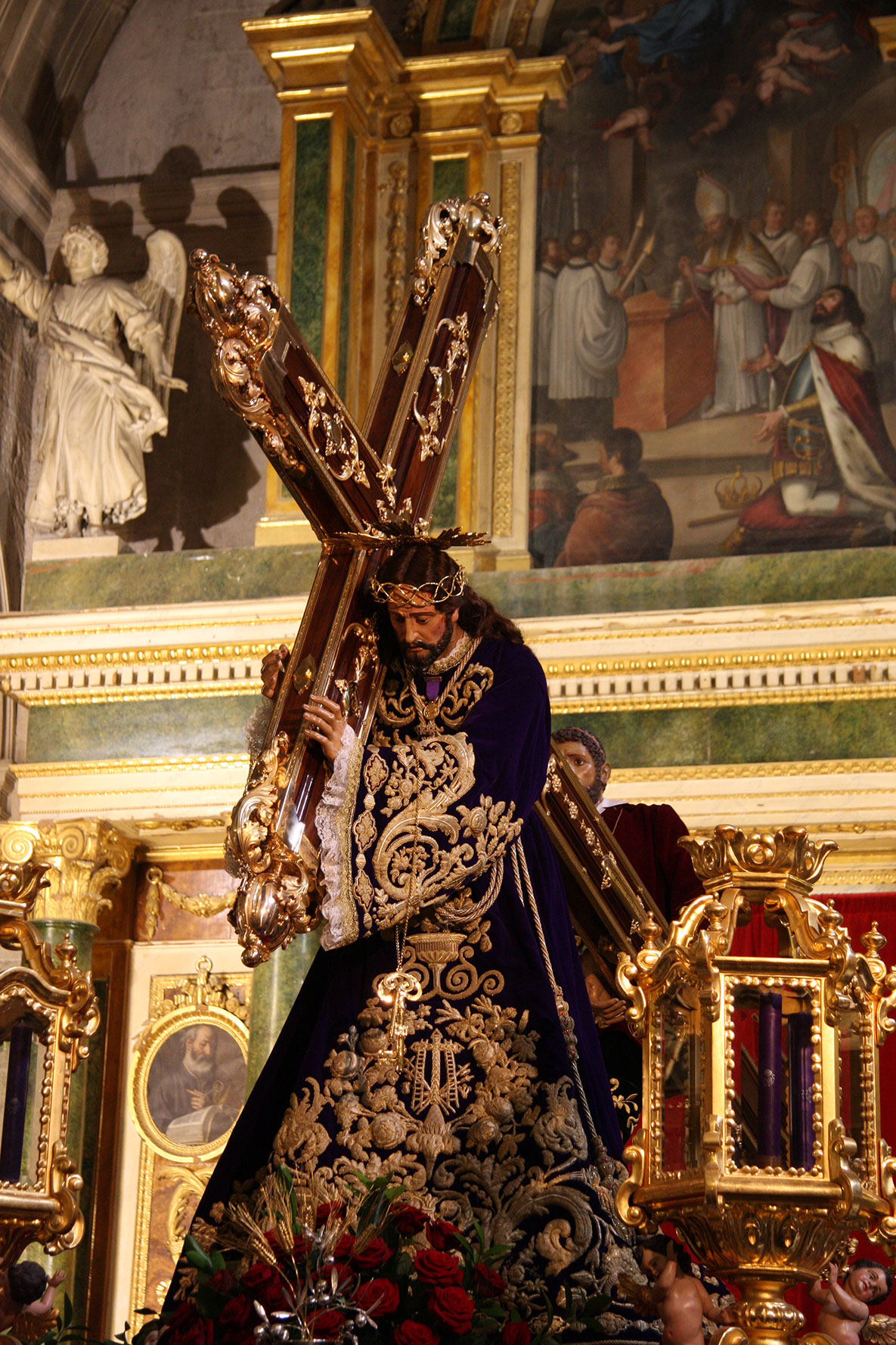
Nuestro Padre Jesús Nazareno, El Abuelo

El Convento de San José, de los padres Carmelitas Descalzos se fundó el 5 de junio de 1588 por el Padre Jerónimo Gracián sobre unas casas propiedad del canónigo Juan Pérez de Godoy, existentes en el arrabal de Santa Ana, a las afueras de la Puerta de Granada, y bajo la protección del obispo don Francisco Sarmiento de Mendoza. En torno a 1588 y 1594 se fundó la Cofradía de Nuestro Padre Jesús Nazareno. Posteriormente se comenzó la construcción de la iglesia y la actual capilla para la imagen, según trazas del maestro mayor de las obras de la catedral, Blas Antonio Delgado y más tarde ampliada por el entonces maestro mayor Gonzalo Rabanales, colocándose el Santísimo en su Capilla Mayor el 3 de febrero de 1619. Todo el complejo respondía arquitectónicamente al patrón de los monasterios carmelitanos.

### Desaparición
Las desamortizaciones de 1811, 1821 y finalmente la de 1835 suprimieron el convento y la cofradía abandonó la capilla para trasladarse al Sagrario. El inmueble fue utilizado como Colegio Militar de Cadetes, primero y como cuartel del Regimiento Provincial de Murcia en 1835. Posteriormente, fue Comandancia de la Guardia Civil y en 1926 se transformó en casa de vecinos.
Finalmente, en 1960 se intentó demoler el edificio, desapareciendo el convento en 1979, tras lo cual se inició una intensa campaña para salvar la iglesia que concluyó el 25 de abril de 1980 con la declaración, por parte del Ministerio de Cultura, como Monumento Histórico-Artístico, impidiéndose su demolición. En el año 2000 el Ayuntamiento de Jaén inició la expropiación y la Junta de Andalucía la declaraba Bien de Interés Cultural por Decreto 133/2003, de 13 de mayo.

### Restauración
Las obras de rehabilitación y restauración comenzaron el año 2006 y se prolongaron hasta mayo de 2009, y fueron dirigidas por el arquitecto José Miguel Rueda Muñoz de San Pedro. La cesión del edificio a la Cofradía por parte del Ayuntamiento se produjo el día 2 de agosto. El día 30 de octubre de 2009 se produjo su inauguración civil, mientras que el 8 de noviembre del mismo año se produjo la dedicación del mismo como santuario por el obispo Ramón del Hoyo López y las imágenes fueron trasladadas el día 27 de noviembre.
Además del edificio, también se restauraron los 12 cuadros del apostolado propiedad de la cofradía, así como, se realizaron los nuevos retablos de la iglesia.

### Santuario
El día de la dedicación, el obispo declaraba el templo como santuario local, por lo que nombraba una Junta Rectora, integrada por:
- Rector del Santuario, que es el Iltmo. Señor Deán Presidente de la Catedral de Jaén
- Hermano Mayor de la Cofradía
- Vicehermano Mayor de la Cofradía
- Administrador de la Cofradía
- Secretario de la Cofradía
- Tres Cofrades elegidos por la Junta directiva
- Rvdo. Sr. Cura Párroco de la Iglesia de la Merced
- Rvdo. Sr. Capellán

## Descripción

### Portada
La portada es fiel a los modelos carmelitanos. Consta, en planta baja, de tres vanos de medio punto, siendo mayor el central. En la zona superior se sitúa una hornacina con el Santo titular, flanqueada a ambos lados por pilastras y roleos sobre plintos y cornisa superior, con dos escudos en los extremos marcando el eje vertical de la portada. Sobre la hornacina se abre un vano o ventana adintelada recercada con ancha moldura. Corona el conjunto un frontón triangular en cuyo tímpano se abre un óculo.

### Iglesia
De la iglesia del antiguo convento persiste la nave desde la fachada de los pies hasta el lugar que ocupó el crucero, con sus muros maestros y cubierta de cañón, así como, uno de los altares laterales, en el que se encuentra la imagen de Nuestra Señora del Carmen. Del Camarín se conserva la capilla, con la magnífica cúpula sobre pechinas que aún mantiene su decoración, así como la cripta en la planta baja.
El altar mayor está presidido por un elegante retablo, realizado en 2009 por los talleres de los hermanos Rafael y Salvador Hidalgo en Jaén, compuesto por 12 cuadros de los Apóstoles, pintados por Luis Melgar entre los años 1688 a 1725. Los cuadros representan a los apóstoles en un primer plano y un segundo que recoge una escena de su vida o martirio.

### Camarín de Jesús
Se ubica dentro de la iglesia. Se construyó entre 1687 y 1717, financiada a través de un legado realizado en Perú por el capitán Lucas Martínez de Frías en 1672.
Se trata de una pequeña capilla, situada perpendicularmente a la nave. Consta de dos espacios bien delimitados, el primero, de planta cuadrada cubierto con bóveda de media naranja sobre pechinas, coronada con linterna y decorado su intradós con molduras formando triángulos con acodo y pequeñas placas con decoración vegetal circundando el anillo de la linterna. En las pechinas muestra triángulos con acodo, decorados con ovas, flechas, husos y cuentas, temas que se repiten en el arco toral que da acceso al segundo espacio. Este, de planta rectangular cubierto con bóveda de cañón y lunetos. Al fondo de esta estancia se abre en el muro un vano adintelado coronado por arco de medio punto que da entrada al Camarín y que alberga la imagen de Nuestro Padre Jesús Nazareno en su retablo, así como los dos retablos laterales en los que se encuentran las imágenes de San Juan Apóstol y Santa Verónica, realizados, en 2009, por Manuel Guzmán Fernández en Sevilla. Su interior se encuentra decorado con motivos barrocos y en los costados norte y sur quedan restos de amplios ventanales. En una hornacina se encuentra la imagen de Santa Teresa de Jesús.
En el exterior, en la calle Camarín de Jesús, sobresale un cuerpo rectangular apoyado sobre una base moldurada doble, talón y toro, realizados en sillares de piedra.
En la planta baja de la capilla se encuentra la cripta en la que recibían sepultura los miembros fallecidos de la hermandad. Consta de tres amplias estancias con cubiertas abovedadas realizadas en piedra.

## Fuente
- Este artículo incluye contenido derivado de una disposición relativa al proceso de protección, incoación o declaración de un bien cultural o natural publicada en el BOE n.º 156 el 1 de julio de 2003 (texto), el cual está libre de restricciones conocidas en virtud del derecho de autor de conformidad con lo dispuesto en el artículo 13 de la Ley de Propiedad Intelectual española.

- Datos: Q5786084
- Multimedia: Camarín de Jesús, Jaén / Q5786084